# Guerra piratica di Pompeo
Per guerra piratica di Pompeo si intende la fase finale delle campagne condotte dalla Repubblica romana contro i pirati che infestavano le coste del Mediterraneo orientale e danneggiavano le province romane orientali, portate a termine in una quarantina di giorni sotto il comando di Gneo Pompeo Magno nel 67 a.C.
(Cassio Dione Cocceiano, Storia romana, XXXVI, 21.1-3.)

## Contesto storico
Il primo intervento di Roma nel mare Egeo a causa dei pirati si ebbe nel 189 a.C., nell'isola di Creta, da parte di Quinto Fabio Labeone, comandante della flotta, che tuttavia non riuscì ad ottenere la restituzione dei cittadini romani presi prigionieri dai pirati.
I Romani intervennero nuovamente, questa volta nei mari attorno all'Asia Minore, dopo aver costituito la prima provincia in Oriente, l'Asia (133-129 a.C.). Nel 102 a.C. il consolare Marco Antonio Oratore condusse una campagna nell'area cilicia, tanto che in seguito ai successi riportati sulle popolazioni piratiche, fu costituita nel 101-100 a.C. una seconda provincia romana, quella di Cilicia. Quest'ultima provincia era inizialmente formata da Licaonia, Pisidia, Panfilia, Frigia sud-orientale e parte della Cilicia Trachea, con esclusione delle sue coste, ancora, in parte, infestate dai pirati.
Durante la prima guerra mitridatica sappiamo che il comandante romano, Quinto Bruzio Sura, il quale si era prima diretto contro Metrofane con un piccolo esercito (tanto che con lo stesso ebbe uno scontro navale, dove riuscì ad affondare una grossa nave ed una hemiolia), continuò la sua navigazione facendo irruzione nel porto dell'isola di Skiathos, covo di pirati, dove crocifisse gli schiavi e tagliò le mani dei liberti che lì si erano rifugiati (87 a.C.). Negli anni successivi (86-85 a.C.), ll legato di Silla, Lucio Licinio Lucullo, fu inviato a raccogliere una flotta composta da navi provenienti da Cipro, Fenicia, Rodi e Panfilia, rischiando più volte di essere catturato dai pirati, sebbene ne avesse devastato gran parte delle loro coste.

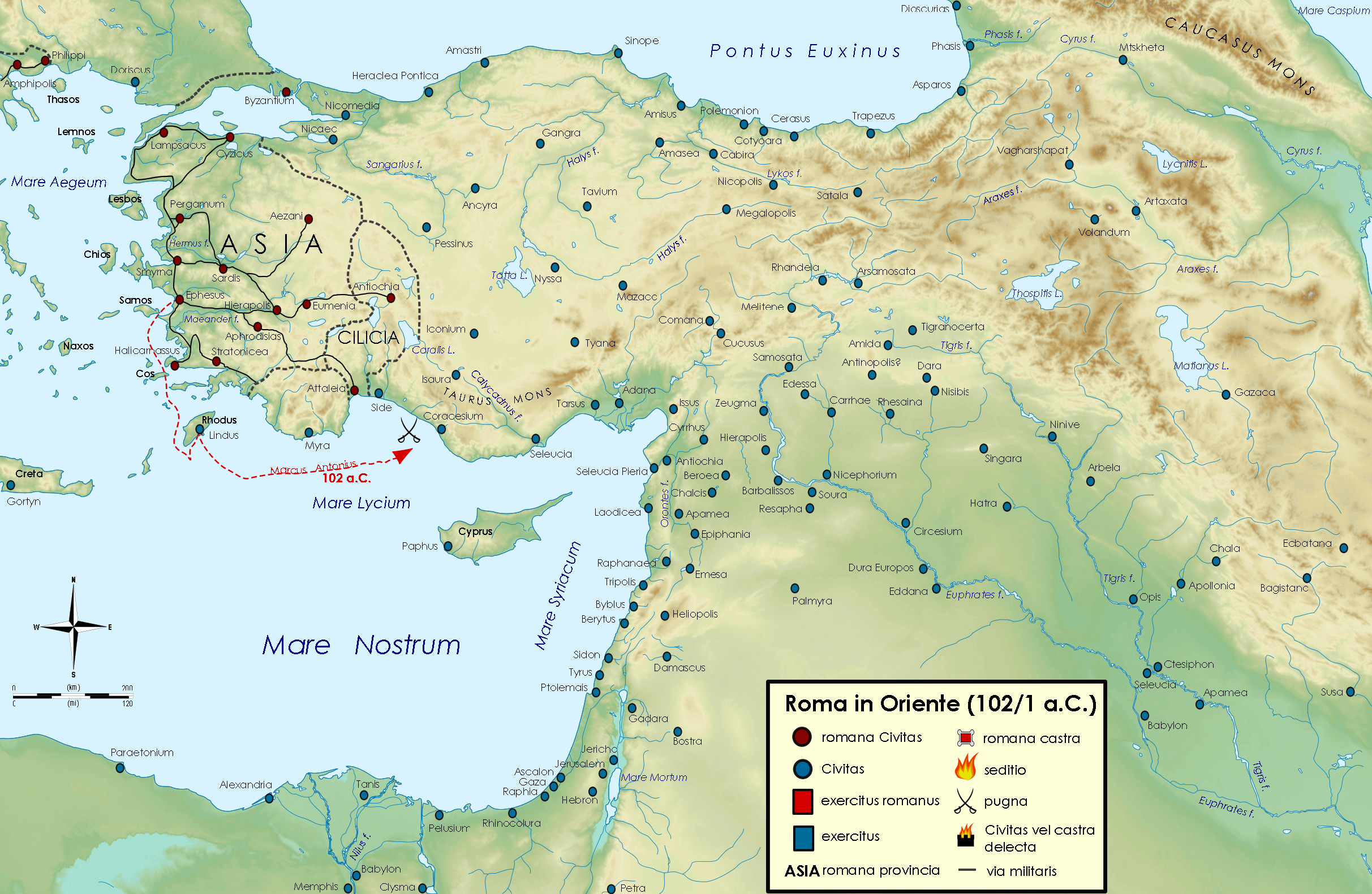
La seconda provincia romana asiatica, di Cilicia, conquistata da Marco Antonio Oratore nel corso delle campagne militari del 102 a.C.

La provincia d'Asia al termine della prima guerra mitridatica versava in condizioni di grande miseria. Vi è da aggiungere che il conflitto aveva portato i suoi territori a subire continui assalti da parte di numerose bande di pirati, i quali assomigliavano più che altro a flotte regolari, piuttosto che a bande di briganti. Mitridate VI, infatti, le aveva allestite nel momento in cui lui stava devastando tutte le coste romane, pensando che non potesse tenere a lungo queste regioni. Il loro numero era quindi notevolmente aumentato, e ciò aveva portato a continui attacchi di porti, fortezze e città. Erano riusciti a catturare le città di Iassus, Samo, Clazomene, ed anche Samotracia, nei pressi della quale lo stesso Silla si trovava in quel momento, e si diceva che riuscirono a derubare il tempio, che sorgeva in quel luogo, di ornamenti del valore di 1000 talenti attici. Plutarco aggiunge che le navi dei pirati avevano raggiunto certamente più di 1000 unità e le città catturate da loro erano almeno 400, avendo attaccato e saccheggiato luoghi mai violati come santuari, come quelli di Claros, Didima, Samotracia; il tempio di Ctonia Terra a Hermione e di Asclepio ad Epidauro; quelli di Poseidone a Isthmus, Taenarum e Calauria; quelli di Apollo ad Azio e Leucade; quelle di Hera a Samo, Argo e Lacinium. Hanno anche offerto strani sacrifici a Olympus e celebrato alcuni riti segreti, tra i quali quelli di Mitra.
Tra il 78 a.C. ed il 75 a.C. operò quale proconsole di Cilicia Publio Servilio Vatia, il quale ottenne numerosi successi sui pirati (dotati di leggere e veloci navi da guerra), costringendoli a rifugiarsi nell'entroterra isaurico. Vatia, che era un comandante energico e risoluto, prese quasi subito la città di Olympus in Licia, ai piedi dell'omonimo monte, strappandola al capo dei pirati, Zeniceto, morto per difenderla. Iniziò poi la sua marcia attraverso la Pamphilia, prendendo Phaselis nella vicina Licia, ed entrò in Cilicia, dove conquistò la fortezza costale di Corico (Corycus). Avendo strappato ai ribelli tutte le città costiere, fece attraversare all'esercito il Tauro per la prima volta alle armi romane e diresse verso l'interno, intenzionato a prendere la capitale degli Isauri, Isaura, cosa che ottenne facendo deviare il corso di un fiume e prendendo la città per sete. Per la sua brillante condotta, fu acclamato imperator dalle truppe e ricevette l'agnomen Isaurico. Tornato a Roma, nel 74 a.C. celebrò il trionfo. Sembra, infine, che a queste campagne prese parte anche il giovane Gaio Giulio Cesare in qualità di tribuno militare. Poco dopo nuove incursioni piratiche videro prendere d'assalto la città di Brindisi, le coste dell'Etruria, oltre al sequestro di alcune donne di nobili famiglie romane e addirittura un paio di pretori.

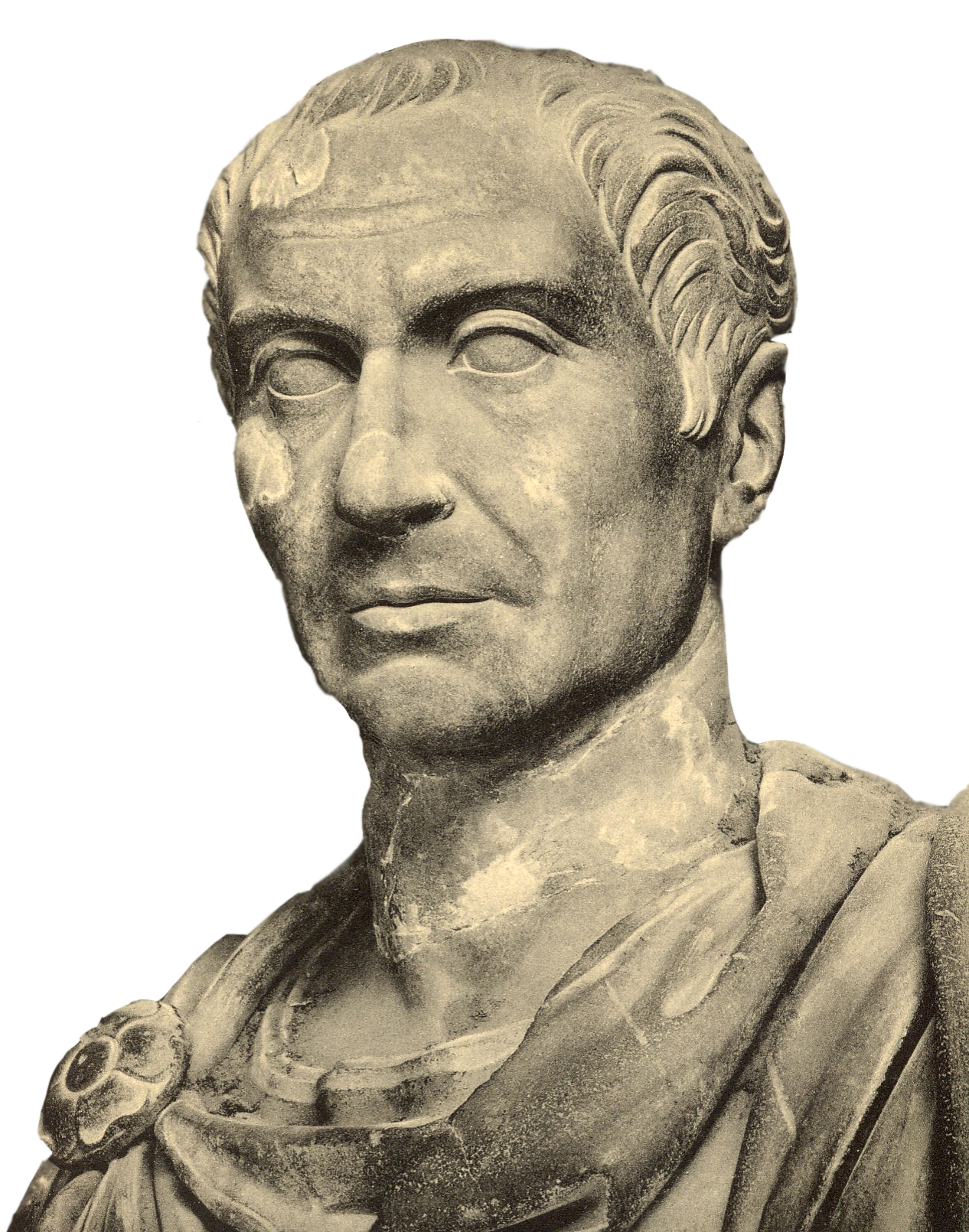
Busto di Cesare che, secondo Plutarco, fu rapito dai pirati nel 74 a.C.

Nel 74 a.C. fu la volta di Marco Antonio Cretico, padre di Marco Antonio, il quale condusse una nuova spedizione nei mari attorno a Creta, campagna militare che si concluse con una sconfitta. Una nuova spedizione condotta da Quinto Cecilio Metello Cretico, ed appoggiata dalle città di Gortina (oggi Gortyna) e di Polirrenio (Polyrrhenion), portò alla conquista graduale dei principali centri della resistenza antiromana (Cydonia, Cnosso, Eleuterna, Lappa, Lytto e Hierapytna), malgrado il contrasto sorto tra Quinto Metello e il legato inviato nell'isola da Pompeo, Lucio Ottavio, che in forza della legge Gabinia (lex Gabinia) aveva ottenuto il comando straordinario per la lotta contro i pirati. In seguito alla conquista dell'isola, Quinto Cecilio Metello assunse il cognome di "Cretico". Nel corso di questa guerra si racconta un curioso episodio del giovane Gaio Giulio Cesare: nel 74 a.C., mentre si dirigeva a Rodi, meta di pellegrinaggio per i giovani romani delle classi più elevate desiderosi di apprendere la cultura e la filosofia greca, fu rapito dai pirati, che lo portarono sull'isola di Farmacussa, una delle Sporadi meridionali a sud di Mileto. Quando questi gli chiesero di pagare venti talenti, Cesare rispose che ne avrebbe consegnati cinquanta e mandò i suoi compagni a Mileto perché ottenessero la somma di denaro con cui pagare il riscatto, mentre lui sarebbe rimasto a Farmacussa con due schiavi ed il medico personale. Durante la permanenza sull'isola, che si protrasse per trentotto giorni, Cesare compose numerose poesie e le sottopose poi al giudizio dei suoi carcerieri; più in generale, mantenne un comportamento piuttosto singolare con i pirati, trattandoli sempre come se fosse lui ad avere in mano le loro vite e promettendo più volte che una volta tornato libero li avrebbe fatti uccidere tutti. Quando i suoi compagni ritornarono, portando con sé il denaro che le città avevano offerto loro per pagare il riscatto, Cesare si rifugiò nella provincia d'Asia, governata dal propretore Marco Iunco. Giunto a Mileto, Cesare armò delle navi e tornò in tutta fretta a Farmacussa, dove catturò senza difficoltà i pirati; poi si recò con i prigionieri al seguito in Bitinia, dove Iunco stava sovrintendendo all'attuazione delle volontà espresse da Nicomede IV nel suo testamento. Qui chiese al propretore di provvedere alla punizione dei pirati, ma questi si rifiutò, tentando invece di impadronirsi del denaro sottratto ai pirati stessi, e decise poi di rivendere i prigionieri. Cesare allora, prima che Iunco potesse mettere in atto i suoi progetti, si rimise in mare lasciando la Bitinia e procedette egli stesso all'esecuzione dei prigionieri: li fece crocifiggere dopo averli strangolati, in modo da evitare loro una lunga ed atroce agonia. In questo modo, secondo le fonti filocesariane, egli non fece altro che adempiere ciò che aveva promesso ai pirati durante la prigionia, e poté anzi restituire i soldi che i suoi compagni avevano dovuto richiedere per il riscatto.
Nel 70 a.C. il pretore Cecilio Metello combatté con successo i pirati che infestavano i mari della Sicilia e della Campania, i quali si erano spinti a saccheggiare Gaeta, Ostia (nel 69-68 a.C.) e rapito a Miseno la figlia di Marco Antonio Oratore.

### Casus belli
Nel 69 a.C., Pompeo era il beniamino delle masse romane anche se molti ottimati erano profondamente sospettosi delle sue intenzioni. Il suo primato nello stato fu accresciuto da due incarichi proconsolari straordinari, senza precedenti nella storia romana. Nel 67 a.C., due anni dopo il suo consolato, Pompeo fu nominato comandante di una flotta speciale per condurre una campagna contro i pirati che infestavano il Mar Mediterraneo. Soprattutto i pirati cilici avevano invaso i mari, rendendo impossibili i rapporti tra le diverse popolazioni, portando guerra ovunque e generando pesanti ripercussioni nei traffici commerciali marittimi, compresa la stessa fornitura di grano per la città di Roma. Ciò era dovuto principalmente alle guerre mitridatiche che avevano visto il proliferare di queste bande che saccheggiavano porti, città e navi commerciali indisturbati. In un primo momento, sotto il loro comandante Isodoro, si limitarono a colpire i mari a loro più vicini, compresi tra Creta, Cirene, Acaia e Capo Malea, i quali, per le ricchezze di bottino razziato, furono rinominati "Mare d'Oro", poi cominciarono ad espandere il loro raggio di azione.
L'incarico affidato a Pompeo fu inizialmente circondato da polemiche. La fazione conservatrice del Senato era sospettosa sulle sue intenzioni ed impaurita dal suo potere. Gli ottimati provarono con ogni mezzo ad evitarla. Significativamente, Cesare faceva parte di quella manciata di senatori che sostennero il comando di Pompeo fin dall'inizio. La nomina allora fu avanzata dal tribuno della plebe Aulo Gabinio che propose la Lex Gabinia, che assegnava a Pompeo il comando della guerra contro i pirati del Mediterraneo per tre anni, con un ampio potere che gli assicurava il controllo assoluto sul mare ed anche sulle coste per 400 stadi all'interno (70 km circa), ponendolo al di sopra di ogni capo militare in oriente. Oltre a ciò, gli si dava il potere di scegliere 15 legati dal Senato, da distribuire nelle principali zone di mare, prendere il denaro che desiderava dal Tesoro pubblico e dagli esattori delle tasse, 200 navi armate ed equipaggiate (soldati e rematori) di tutto punto.

## Forze in campo
Romani

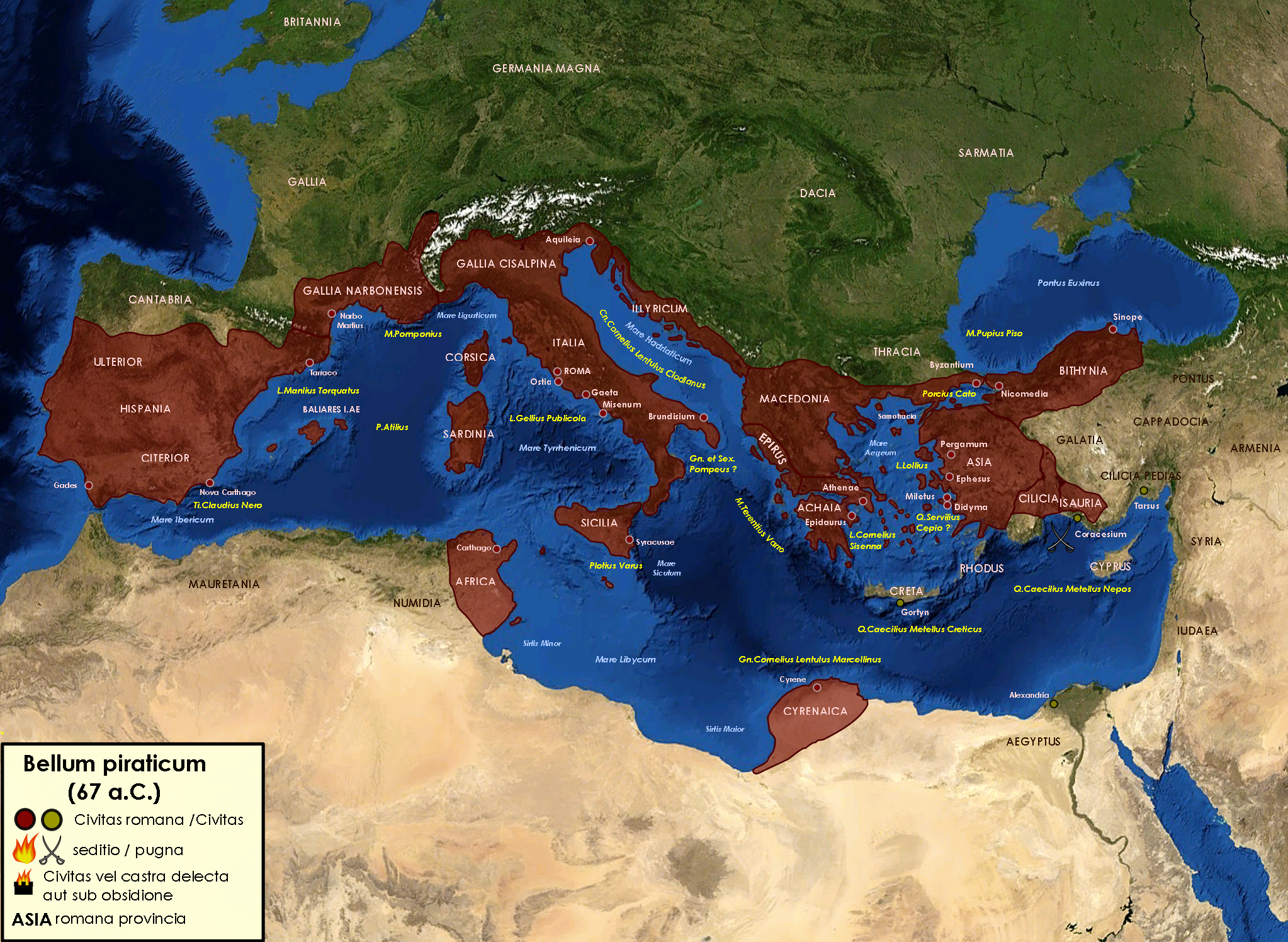
Mappa generale del Bellum piraticum con i relativi comandanti, per area territoriale

L'esercito che Gneo Pompeo Magno avrebbe potuto mettere insieme e distribuire in tutto il Mediterraneo, secondo le disposizioni del Senato, doveva inizialmente contare su 500 navi, 120000 armati (pari a circa 30 legioni) e 5000 cavalieri, sottoposte al comando di 24 pretori e 2 questori, ed una cifra complessiva di 1000 talenti attici. Sappiamo da Floro che Pompeo chiese aiuto anche alla flotta dei Rodii. In realtà gli effettivi non contarono più di 270 navi (tra cui anche delle hemiolie), 4000 cavalieri e 120000 armati, sottoposti al comando di 14 legati (secondo Floro) o 25 (secondo Appiano di Alessandria) qui di seguito elencati:
1. Gellio (console nel 72 a.C.), a capo del mare toscano;[49][50]
2. Gneo Cornelio Lentulo Clodiano nell'alto Adriatico,[50] alle cui dipendenze potrebbero essere stati posti i giovani figli di Pompeo (Gneo il Giovane e Sesto) e non come vorrebbe Floro, questi ultimi posti a guardia del mare egizio;[49][51]
3. Plozio Varo sul Mar di Sicilia;[49][50]
4. Attilio nel golfo ligure (secondo Floro[49]) o il mare di Sardegna-Corsica (secondo Appiano[50]);
5. Pomponio nel golfo gallico;[49][50]
6. Torquato nelle acque delle Baleari;[49][50]
7. Tiberio Nerone nello Stretto di Gades;[49][50]
8. Lentulo Marcellino sul mar libico-africano;[49][50]
9. Terenzio Varrone sul basso Adriatico fino all'Acarnania;[49][50]
10. Lucio Sisenna su Peloponneso, Attica, Eubea, Tessaglia, Macedonia e Beozia;[50]
11. Lucio Lollio sull'alto Egeo e le sue isole fino all'Ellesponto;[50]
12. Publio Pisone sul Ponto Eusino nei mari di Tracia e Bitinia, a nord della Propontide;[50]
13. Metello sopra l'Egeo orientale, la Ionia meridionale, la Licia, il Panfilio, Cipro e la Fenicia;[49][50]
14. Cepione sul Mar asiatico;[49]
15. Porcio Catone doveva chiudere i passaggi della Propontide.[49]

Pirati
Plutarco racconta che le navi dei pirati avevano raggiunto certamente più di 1000 unità al termine della prima guerra mitridatica e che avevano saccheggiato/occupato almeno 400 città. Ecco come ce li descrive Appiano di Alessandria:
(Appiano di Alessandria, Guerre mitridatiche, 92.)

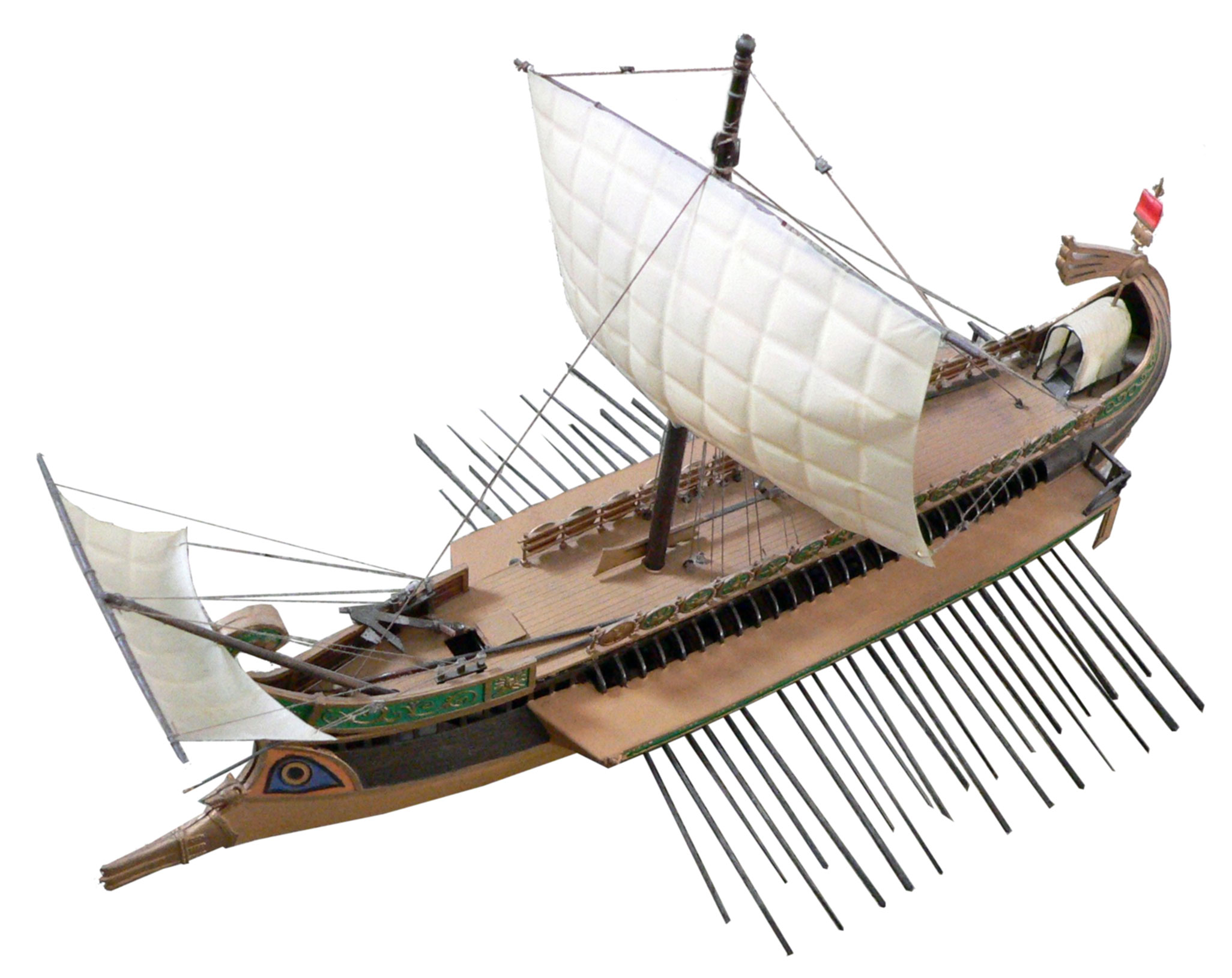
Modello di trireme romana, utilizzata anche dai pirati.

I pirati erano talmente esaltati dai loro facili guadagni, da aver deciso di non cambiare il loro modo di vita sebbene la guerra fosse terminata. Si paragonavano invece a re, tiranni e grandi eserciti, e credevano che uniti sarebbero stati invincibili. Costruirono quindi navi ed ogni genere di armi. La loro sede principale si trovava in un luogo chiamato Cragus in Cilicia (Coracesium), che avevano scelto come loro ancoraggio comune ed accampamento. Possedevano fortezze con torri, e intere isole in tutto il mondo mediterraneo. Scelsero quale loro "quartier generale" le coste della Cilicia, che sono aspre, senza punti di facile attracco, con scogliere a picco sul mare. Questo è il motivo principale per cui tutti i pirati erano chiamati con il nome comune di Cilici, sebbene ve ne fossero che provenivano dalla Siria, Cipro, Panfilia, Ponto e da quasi tutte le regioni orientali. Il loro numero è poi aumentato nel tempo ad alcune decine di migliaia, sparso sull'intero Mediterraneo fino alle colonne d'Ercole.

## Guerra
Per prima cosa Pompeo procedette a dividere l'intero bacino del Mediterraneo in almeno 15 distretti, assegnando a ciascuno un certo numero di navi ed un comandante. Poi con le sue forze, distribuite in ogni settore di mare infestato da flotte di navi pirata, cominciò ad inseguire il nemico prima in Occidente, riuscendo a scovare i loro rispettivi quartieri generali ed a catturare un numero notevole delle loro navi, fino a stringere d'assedio le coste della stessa Cilicia, ad Oriente. Contro le forze piratiche di quest'ultima regione, Pompeo decise di procedere di persona con le sue 60 navi migliori. Egli aveva, perciò, prima proceduto contro il nucleo piratico occidentale, riducendolo completamente all'obbedienza, dal Mar Tirreno, a quello libico, di Sardegna, Corsica e Sicilia in soli quaranta giorni, grazie alla sua instancabile energia ed allo zelo dei suoi luogotenenti. Terminate queste prime operazioni, passò brevemente per Roma e proseguì per Brindisi, procedendo quindi contro i nuclei dei pirati orientali, certamente più "importanti" per numero, navi ed armamenti.
(Plutarco, Vita di Pompeo, 27.4.)
Le bande dei pirati più numerose e potenti si erano rifugiate, con le loro famiglie e tesori, in alcune fortezze e cittadelle fortificate nei pressi dei monti del Tauro. Essi stavano attendendo con la loro potente flotta l'attacco di Pompeo presso il promontorio di Coracesium in Cilicia (moderna Alanya), nei cui pressi furono prima sconfitti in battaglia e poi assediati. Alla fine, decisero di inviare ambasciatori al proconsole romano e si arresero insieme alle città ribelli e alle isole sotto il loro controllo, spesso difficili da prendere d'assalto. La guerra alla pirateria si era così conclusa in meno di tre mesi con la consegna di tutte le navi (71 catturate e 306 consegnate), tra le quali una novantina con la prua d'ottone. I pirati catturati ammontavano a più di 20000 in numero (10000 erano stati uccisi); non furono messi a morte, ma neppure lasciati andare liberamente: ciò avrebbe determinato il ricrearsi di bande di sbandati, poveri, bellicosi, con grande pericolo per il futuro.
(Plutarco, Vita di Pompeo, 28.3-4.)
Altri pirati sistemò a Mallus, Adana ed Epiphanea. Frattanto Metello si trovava a Creta per debellare anch'egli i pirati dell'isola, da prima che la guerra contro i pirati fosse affidata a Pompeo. Egli era parente di quel Metello che era stato collega di Pompeo in Spagna. Del resto Creta era una specie di seconda base dei pirati per importanza, accanto alla Cilicia. Metello, pur avendone uccisi molti, non era riuscito ancora a distruggerli completamente. Plutarco racconta che quelli che erano sopravvissuti ed erano sotto assedio da parte dei Romani inviarono messaggi, supplicando Pompeo di recarsi da loro. Il proconsole romano accettò l'invito e scrisse a Metello di sospendere l'assedio, inviando poi un suo legato, Lucio Ottavio, il quale entrò in tre roccaforti dei pirati e combatté al loro fianco, rendendo così Pompeo odioso e mettendolo in una situazione ridicola, per invidia e gelosia nei confronti di Metello. Metello, tuttavia, non cedette ed alla fine riuscì a catturare e punire i pirati, rimandando indietro Ottavio, dopo averlo insultato e picchiato davanti all'esercito.

## Conseguenze

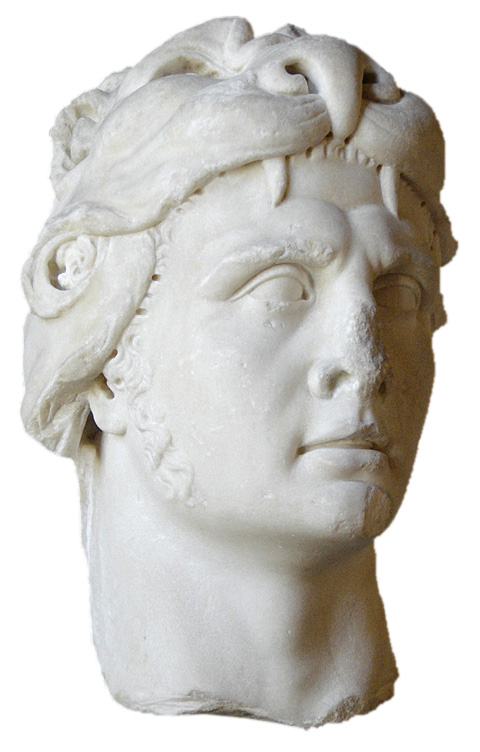
Mitridate raffigurato in una statua romana del I secolo, oggi al museo del Louvre.

Le forze di Pompeo erano così riuscite a ripulire l'intero bacino del Mediterraneo dai pirati, strappando loro l'isola di Creta, le coste della Licia, della Panfilia e della Cilicia, dimostrando straordinaria disciplina ed abilità organizzativa. La Cilicia vera e propria (Trachea e Pedias), che era stata covo di pirati per oltre quarant'anni, fu così definitivamente sottomessa. In seguito a questi eventi la città di Tarso divenne la capitale dell'intera provincia romana. Furono poi fondate ben 39 nuove città. La rapidità della campagna indicò che Pompeo aveva avuto talento, come generale, anche in mare, con forti capacità logistiche.
Fu allora incaricato di condurre una nuova guerra contro Mitridate VI, re del Ponto, in Oriente. Questo comando affidava essenzialmente a Pompeo la conquista e la riorganizzazione dell'intero Mediterraneo orientale. Fu il secondo comando sostenuto da Cesare a favore di Pompeo. Questi condusse le campagne dal 65 a.C. al 62 a.C. con tale potenza militare e capacità amministrativa che, Roma annesse gran parte dell'Asia sotto un saldo controllo.
Pompeo non solo sconfisse Mitridate, ma anche Tigrane II il Grande, re di Armenia, con cui in seguito stipulò dei trattati. Conquistò la Siria, allora sotto il dominio di Antioco XIII, e poi mosse verso Gerusalemme, che occupò in breve tempo. Pompeo impose una riorganizzazione generale ai re delle nuove province orientali, tenendo intelligentemente conto dei fattori geografici e politici connessi alla creazione di una nuova frontiera di Roma in oriente. Con tutte le sue campagne (Pompeo sconfisse Mitridate, Tigrane II, Antioco XIII) il Ponto e la Siria divennero province romane e Gerusalemme fu conquistata, tutto a nome di Roma.